# Department of Government Efficiency
A Department of Government Efficiency, rövidítve DOGE (magyar nyelven: Kormányzati Hatékonysági Minisztérium) az Amerikai Egyesült Államok második Donald Trump-kormányának kezdeményezése, amelynek feladata a szövetségi kiadások csökkentése. A kezdeményezést 2025. január 20-án hozták létre egy végrehajtási rendelettel, amely az Egyesült Államok Digitális Szolgálatát (United States Digital Service, röviden: USDS) átnevezte Egyesült Államok DOGE Szolgálatára (United States DOGE Service, USDS), és az USDS-en belül létrehozta az Egyesült Államok DOGE Szolgálatának Ideiglenes Szervezetét (U.S. DOGE Service Temporary Organization, USDSTO). A kezdeményezés „DOGE-csapatokat” hozott létre a szövetségi ügynökségeknél, amelyek feladata a kiadáscsökkentések végrehajtása és „a szövetségi technológia és szoftverek korszerűsítése a kormányzati hatékonyság és termelékenység maximalizálása érdekében”. 2026. július 4-én a tervek szerint az USDSTO-t feloszlatják.
Donald Trump azt mondta, hogy Elon Musk üzletember és az elnök főtanácsadója „vezeti” a DOGE-t, miközben a Fehér Ház tagadta, hogy Musk a DOGE alkalmazottja lenne, vagy hogy bármilyen kormányzati döntési jogkörrel rendelkezne. Trump 2025-ös, az Unió helyzetéről szóló beszédében kijelentette, hogy Musk „vezette” a DOGE-t, ami közvetlen ellentmondásban áll a Fehér Ház bírósági beadványaival. A DOGE jogi státusza továbbra is tisztázatlan, ugyanakkor implikációkat hordoz a hatáskörét és feladatkörét illetően. Az Elnöki Végrehajtó Hivatalon belül szervezett USDS-nek van egy adminisztrátora, aki egyben az USDSTO-t is vezeti. Az adminisztrátor, Amy Gleason, a Fehér Ház kabinetfőnökének jelent.
A DOGE ellentmondásos, és ellenkezést és pereket szült. Tömeges elbocsátásokat hajtott végre szövetségi alkalmazottakkal szemben, informatikai és rendszer-hozzáférést szerzett számos szövetségi ügynökséghez, lojális embereket nevezett ki vezető tisztviselőnek, felügyelte az állítólagos „DEI” tartalmak eltávolítását, és szövetségi szerződéseket mondott fel. Az ügynökségek feloszlatását és a kongresszus által engedélyezett pénzeszközök lefoglalását az alkotmány 1. cikkét sértőnek minősítették. Sem a DOGE-nak, sem Trumpnak nincs alkotmányos felhatalmazása a kiadások csökkentésére, de a költségvetést ellenőrző Kongresszusnak ajánlásokat tehetnek a megszorításokra. Jogi szakértők egy fenyegető alkotmányos válságra figyelmeztettek. A Demokrata Párt tagjai, támogatva ezt az állítást, kétségbe vonták a DOGE hatáskörét, és „puccsnak” minősítették az intézkedését. Összeférhetetlenségi aggályok merültek fel azzal kapcsolatban, hogy az Elon Musk tulajdonában lévő vállalatok milliárdokat kapnak azért, mert a szövetségi kormánnyal üzletelnek, és már vannak vitáik a szövetségi szabályozókkal. Musk azt mondta, hogy a DOGE tevékenységei „maximálisan átláthatóak”, bár Trump felmentette a nyilvánosságra hozatali szabályok alól. A Fehér Ház szerint a DOGE megfelel a szövetségi törvényeknek, és Musk felmentené magát, ha a DOGE tevékenysége és az ő vállalkozásai összeférhetetlenek lennének.
Harminc nappal a megalakulása után a DOGE arról számolt be, hogy 55 milliárd amerikai dollárnyi szövetségi kiadást takarított meg. Független elemzések megállapították, hogy az állítólagos megtakarítások tízmilliárdjai hamisak vagy félrevezetőek voltak. A felmondott szerződések nagyjából egyharmada nem hozott tényleges megtakarítást, vagy már le volt kötve. Egy esetben egy felmondott 8 millió dolláros szerződés értékét 8 milliárd dollárnak számolta el. Az NPR által végzett elemzés jelentős ellentmondásokat talált a DOGE jelentésében, többek között azt, hogy a bejelentett 55 milliárd dolláros megtakarításból 46,5 milliárd dollár nem kapcsolódott semmilyen konkrét tételhez. Musk, a DOGE és mások a kormányzatban számos állítást tettek a felfedezett csalásokról, amelyek közül egyik sem állta meg a helyét az ellenőrzés során. A tömeges kritika ellenére Trump 2025. március 4-i beszédében megismételte, hogy lehetővé teszi a DOGE számára a költségcsökkentési tevékenységek folytatását. Több elemző, független megfigyelő és korábbi republikánus költségvetési szakértő leírta, hogy a DOGE újraértelmezi a csalás fogalmát, hogy a tényleges megtakarítások helyett politikai ideológia alapján célba vegye a szövetségi alkalmazottakat és az általuk nem kedvelt programokat.

## Háttér

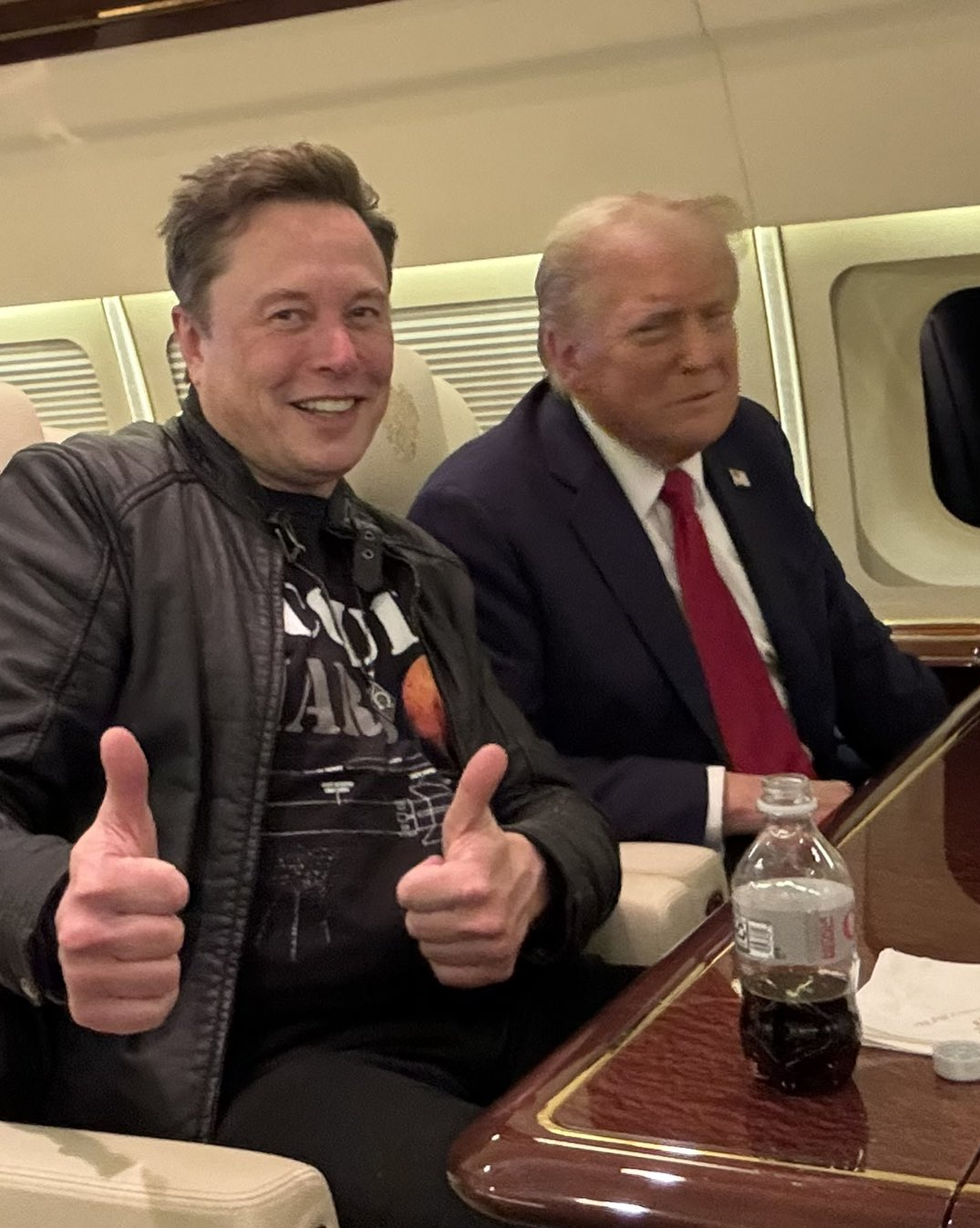
Elon Musk (balra) és Donald Trump (jobbra) egy repülőgépen

Trump 2024. szeptember 5-én a New York-i Gazdasági Klubban tett ígéretet: „Elon Musk javaslatára... létrehozok egy kormányzati hatékonysági bizottságot, amelynek feladata az egész szövetségi kormány teljes pénzügyi és teljesítményellenőrzésének elvégzése és drasztikus reformokra vonatkozó ajánlások megfogalmazása lesz." Javier Milei elárulta, hogy a nyilvános nyilatkozat előtt Musk felhívta Federico Sturzeneggert, hogy megvitassák a minisztériuma deregulációs modelljének amerikai utánzását. Trump és a republikánusok 290 millió dollárt kaptak Musk-tól a 2024-es választási ciklusra. Musk a deregulációt az egyetlen útnak nevezte a Mars elfoglalásához. Tucker Carlson interjújában elismerte: „Ha Trump veszít, én rábasztam”.
A The New York Times összehasonlította a projektet a hasonló korábbi próbálkozásokkal, köztük Theodore Roosevelt elnök Keep Bizottságával, Ronald Reagan J. Peter Grace által vezetett Grace Bizottságával és Al Gore alelnök Nemzeti Partnerség a Kormányzás Újjáéledéséért nevű kezdeményezésével.

### A DOGE megjelenése
A projekt egy 2024 nyarán Elon Musk és Donald Trump között lezajlott beszélgetés során merült fel, ahol Musk egy „kormányzati hatékonysági bizottság” ötletét vetette fel. Egy augusztus 18-i, a Reutersnek adott interjúban egy kampányrendezvény után Trump azt mondta, hogy megválasztása esetén nyitott lenne arra, hogy Musknak tanácsadói szerepet adjon. Másnap egy X felhasználó a „Department of Government Efficiency” (Kormányzati Hatékonysági Minisztérium) nevet javasolta; Musk erre azt válaszolta: „Ez a tökéletes név”, majd a „Hajlandó vagyok szolgálni” feliratot tette közzé, egy AI által készített képpel együtt, amelyen egy „D.O.G.E.” feliratú pulpitus előtt áll. A DOGE rövidítés egy internetes mémre utal, valamint a Dogecoinra, egy mém érmére, amelyet Musk népszerűsít.
Október 27-én egy Trump-kampánygyűlésen a Madison Square Gardenben Musk kijelentette, hogy szerinte a DOGE 2 billió dollárral tudná csökkenteni a szövetségi kormányzati kiadásokat, csökkentve a pazarlást, megszüntetve a felesleges ügynökségeket és leépítve a szövetségi munkaerőt. Ez a szám magasabbnak tűnik, mint a szövetségi kormány teljes diszkrecionális kiadása 2023-ban. November 1-jén Musk megemlítette, hogy a 89 éves Ron Paul együtt tudna dolgozni a DOGE-val; Paul megesküdött, hogy csatlakozik; megegyeztek a katonai kiadások csökkentésében; de ez nem vezetett sehova.
Napokkal a választások után egy kis csoport, köztük Musk, Vivek Ramaswamy, Howard Lutnick és Brad Smith a Mar-a-Lagóban kezdett találkozni. November 12-én Trump bejelentette, hogy Musk és Ramaswamy fogja vezetni a DOGE-t, és a Manhattan tervhez hasonlította azt. Ugyanezen a napon egy Tucker Carlson-nak adott interjúban Musk javasolta a 400 szövetségi ügynökség összevonását: „99... több mint elég". November 17-én Ramaswamy kijelentette, hogy a DOGE egész ügynökségeket szüntethet meg, és 75%-kal csökkentheti a szövetségi munkaerőt.
2025. január 2-án Musk azt állította, hogy a DOGE-nak „jó esélye” van 1 billió dollár lefaragására, de a 2 billió dollár a legjobb forgatókönyv. A második Trump-kormányzat első februári kabinetülésén Musk továbbra is optimista maradt a költségvetés 1 billió-15%-os lefaragását illetően.

### Szövetségi szerződésmegszüntetési bejelentések
2025. február 17-én a DOGE közzétette 39 szövetségi minisztériumot és ügynökséget átfogó 1127 szövetségi szerződés nevét, amelyeket a DOGE szerint felmondtak. Ezek közül csak 300-at szüntettek meg hivatalosan.
A Wall Street Journal elemzése e szerződésekről pontatlanságokat talált a DOGE által bejelentett megtakarításokban, beleértve a szerződések többszörös számolását, a már kifizetett szerződések megtakarításként való feltüntetését, valamint a szerződéses korlátok, nem pedig a tényleges kiadások alapján történő potenciális megtakarítások téves bemutatását. 2025. február 24-én a DOGE további dokumentumokat tett közzé, és az összesen közzétett szerződések száma megközelíti a 2300-at. Az Associated Press megállapította, hogy a felmondott szerződések „közel 40%-a” nem takarítana meg pénzt a kormánynak.

### Ramaswamy távozik
Trump második elnöki beiktatását követően, január 20-án a Fehér Ház megerősítette, hogy Ramaswamy nem csatlakozik a DOGE-hoz. A bejelentésre azután került sor, hogy jelentések jelentek meg Ramaswamy és a DOGE munkatársai közötti belső súrlódásokról. Egy republikánus stratéga azt állította, hogy Ramaswamyt ki akarták küldeni a washingtoni minisztériumból, miután X posztjában arról írt, hogy az amerikaiak "a középszerűséget a kiválósággal szemben tisztelik".  Ramaswamyhoz közel álló források szerint azért hagyta el a DOGE-t, hogy a közelgő ohiói kormányzói kampányára koncentrálhasson.

### Korai csalási vádak
2024. november 12-én Trump bejelentette, hogy a DOGE együtt fog működni a Vezetési és Költségvetési Hivatallal, hogy foglalkozzon azzal, amit ő "masszív pazarlásnak és csalásnak" nevezett a kormányzati kiadásokban. 2024. november 12-én Trump kevesebb mint egy héttel az elnöksége után elbocsátott 17 főfelügyelőt, akiknek a feladata a szövetségi ügynökségek ellenőrzése volt. 2025. februárban néhány ilyen felügyelő vizsgálatokat vezetett, Elon Musk vállalatai ellen folyamatban lévő jogi eljárásokkal..
Trump szerint a DOGE "dollármilliárdok és -milliárdok pazarlását, csalásokt és visszaéléseket" fedezett fel. Musk azt állította, hogy 20 millió ember kapott társadalombiztosítási támogatást 100 éves kora után, amit később "a történelem legnagyobb csalásának" nevezett; ez az állítás az adatbázis félreértésén alapul. Karoline Leavitt egy nappal később azt állította, hogy a DOGE albizottsága 2,7 billió dollárnyi helytelen Medicaid- és Medicare-kifizetést fedezett fel a tengerentúlon. Musk megosztotta az állítást a közösségi oldalán. Azóta az állítást cáfolták. Két bíró néhány nappal később megdorgálta a Trump-kormányzatot, amiért bizonyítékok nélkül állított csalást.
2025. március 4-én tartott közös kongresszusi beszédében Trump megismételte Musk állítását arról, hogy valószínűtlen korú emberek kapnak társadalombiztosítási juttatásokat. 2025 márciusában Musk azt sugallta, hogy azok, akik kritizálják a DOGE-t, csalók.

## Struktúra
2025. január 20-án Donald Trump elnök végrehajtási rendelettel létrehozta az "Egyesült Államok Kormányzati Hatékonysági Minisztériumát". A 14158-as végrehajtási rendelet részben a következők révén hozza létre a DOGE struktúráját:
- (a) az Egyesült Államok Digitális Szolgálatának (USDS) átszervezése az Egyesült Államok DOGE Szolgálatává;
- (b) egy ideiglenes egység létrehozása az USDS-en belül, a U.S. DOGE Service Temporary Organization, amelynek célja az elnök 18 hónapos DOGE-menetrendjének előmozdítása, és amely 2026. július 4-én megszűnik (E.O. 14158 Sect. 3b);
- (c) DOGE-csapatok létrehozása, amelyek más ügynökségekkel koordinálnak.[3][90][91] Az új USDS-nek "a törvénynek megfelelő legnagyobb mértékben teljes és azonnali hozzáférést kell biztosítania minden nem minősített ügynökségi nyilvántartáshoz, szoftverrendszerhez és informatikai rendszerhez".[3]

### DOGE-csapatok
Az első végrehajtási rendelet (E.O. 14158) bevezette a "DOGE-csapat" fogalmát, és egy nem részletezett DOGE-menetrend végrehajtására szólított fel. A "DOGE-csapatok" minden szövetségi ügynökségbe beágyazódnak, és legalább négy alkalmazottból állnak, akik közül néhányan különleges kormányzati alkalmazottak lehetnek, jellemzően egy csoportvezető, egy mérnök, egy humánerőforrás-szakértő és egy jogász. Az egyes csapatok tagjait az ügynökség vezetője fogja meghatározni az USDS adminisztrátorral konzultálva (E.O. 14158 Sect. 3c).
Az egyes szövetségi ügynökségeknél az új karrier kinevezéseket az ügynökség DOGE csoportvezetőjével konzultálva kell végrehajtani, aki szintén szerepet játszik annak meghatározásában, hogy a karrier kinevezésekkel kapcsolatos üres álláshelyeket betöltsék. A csoportvezető havonta jelentést nyújt be az USDS adminisztrátorának a munkaerő-felvételről (E.O. 14210, 3b).
Executive order 14222 Sect. 3a. szakasza megbízza a DOGE-csapatokat azzal, hogy segítsék az ügynökségeket "egy központosított technológiai rendszer" kidolgozásában, amely az ügynökség által kiadott minden kifizetést rögzít, az azt jóváhagyó alkalmazott indoklásával együtt; ez a rendszer az ügynökségek vezetőinek egy "vészleállító gombot" is biztosít a döntések felülbírálására.

### USDS adminisztrátorok
Az USDS adminisztrátora, akit jelenleg Amy Gleason tölt be megbízásos alapon, a Fehér Ház kabinetfőnökének tartozik beszámolási kötelezettséggel. Az adminisztrátor vezeti a DOGE ideiglenes szervezetét is. Az adminisztrátor munkájához tartozik egy kormányzati szintű szoftvermodernizációs kezdeményezés vezetése. A felsorolt feladatok közé tartozik az ügynökségek vezetőivel való együttműködés mind az ügynökségi rendszerek interoperabilitásának előmozdítása, mind pedig az USDS hozzáférésének lehetővé tétele a nem titkosított ügynökségi nyilvántartásokhoz és rendszerekhez. Az adminisztrátor feladata továbbá (másokkal együtt) egy szövetségi munkaerő-felvételi terv kidolgozása az ügynökségek vezetői számára, és tanácsadás annak végrehajtásával kapcsolatban. 2025. február 11-től számított 240 napon belül az adminisztrátornak jelentést kell készítenie az elnöknek a munkaerő-optimalizálási kezdeményezésének végrehajtásáról, beleértve "egy ajánlást arra vonatkozóan, hogy bármelyik rendelkezését meg kell-e hosszabbítani, módosítani vagy megszüntetni."

## Funkciók

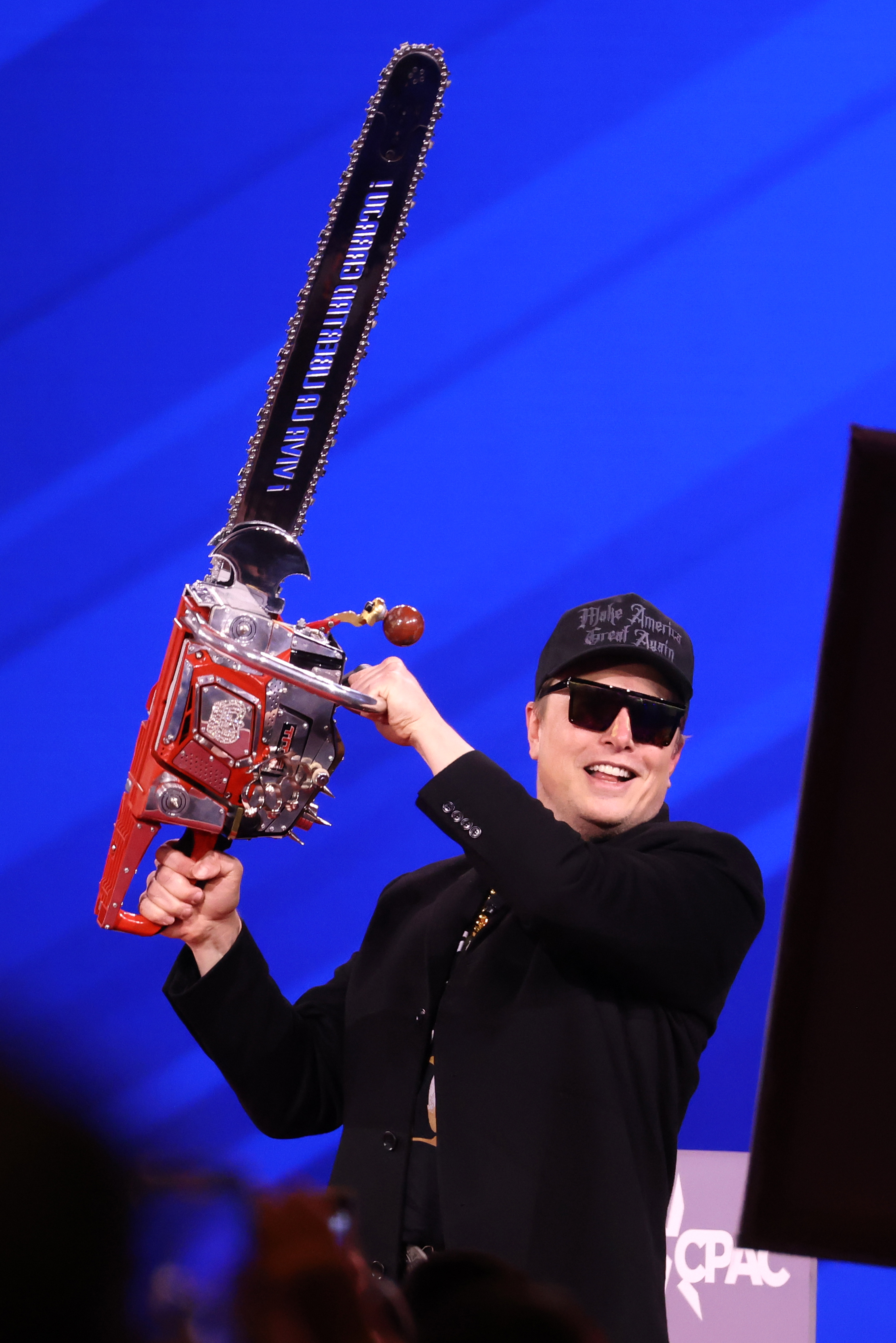
Musk a CPAC 2025 rendezvényen lendíti a „bürokrácia láncfűrészét”

A DOGE felvázolt egy tervet a szövetségi ügynökségek megtisztítására a sokszínűség, egyenlőség és befogadás (DEI) területén, amely összhangban van Trump utasításával a DEI dolgozók szabadságra helyezéséről és a DEI irodák megszüntetéséről, továbbá magában foglalja minden olyan alkalmazott eltávolítását, akit DEI-közeli pozícióban lévőnek ítélnek, és nagyarányú elbocsátásokat. A terv végrehajtása során a DOGE átható hozzáférést szerzett a kormányzati adatokhoz. A szövetségi infrastruktúra átvételével olyannyira birtokába kerültek az amerikai állampolgárokról, közvagyonról, tudományos adatkészletekről, hivatalos weboldalakról, pénzügyi nyilvántartásokról, minősített anyagokról és szövetségi szerződésekről szóló információk; képességet szerzett a programok megszüntetésére, az adatok megsemmisítésére és arra, hogy minden szövetségi alkalmazottal, köztük a bírákkal is kapcsolatba lépjen. A DOGE a honlapján és a Musk közösségi oldalain lévő fiókjain keresztül közvetítette akcióit; ezt az online jelenlétet kiegészítik Musk médiamegjelenései, különösen a Fox News-on, ahol beszédtémákat mutat be a következő céljaikról. A DOGE terve a Project 2025 céljaira illeszkedik.

### A sokszínűség, a méltányosság és a befogadás (DEI) tisztázása
Egy belső DOGE-jelentés, amelyet a Washington Post 2025. február 15-én szerzett meg, felvázolt egy háromfázisú folyamatot, amellyel A sokszínűség, a méltányosság és a befogadás, röviden DEI megtisztítását vezetné a szövetségi kormányzaton belül:
- Az első fázisban, az első napján Trump visszavonná az összes DEI-vel kapcsolatos végrehajtási rendeletet és kezdeményezést, feloszlatná a DEI-szerepet betöltő szövetségi szervezetek irodáit és elbocsátaná alkalmazottait, megkérné a szövetségi honlapokat, hogy távolítsanak el minden DEI-hez kapcsolódó anyagot, és felmondaná az összes DEI-szerződést.
- A második fázisban, január 21-től február 19-ig a kormányzat megtisztítaná azokat az alkalmazottakat, akiknek nem volt DEI-szerepük, de akiket „megrontott”. A DOGE például átkutatta a NOAA adatbázisát, hogy megtalálja a DEI-kezdeményezésekhez kapcsolódó alkalmazottakat.[105]
- A harmadik fázisban, február 20-tól július 19-ig a DOGE tömeges elbocsátásokat hajt végre minden olyan alkalmazott ellen a kormányzat bármely részén, aki nem vett részt semmilyen DEI-kezdeményezésben, de ismeretlen kritériumok alapján mégis „DEI-hez kapcsolódónak” minősül.

A feljegyzésekből kiderül, hogy a terv kidolgozásában részt vettek többek között: Stephanie Holmes, a Jones Day volt ügyvédje, Anthony Armstrong, aki segített Musknak a Twitter felvásárlásában, Brian Bjelde, a SpaceX régóta dolgozó alkalmazottja, Noah Peters, aki részt vett a Project 2025-ben, és Adam Ramada, a kockázati tőkésből lett DOGE csapatvezető.

## Válasz

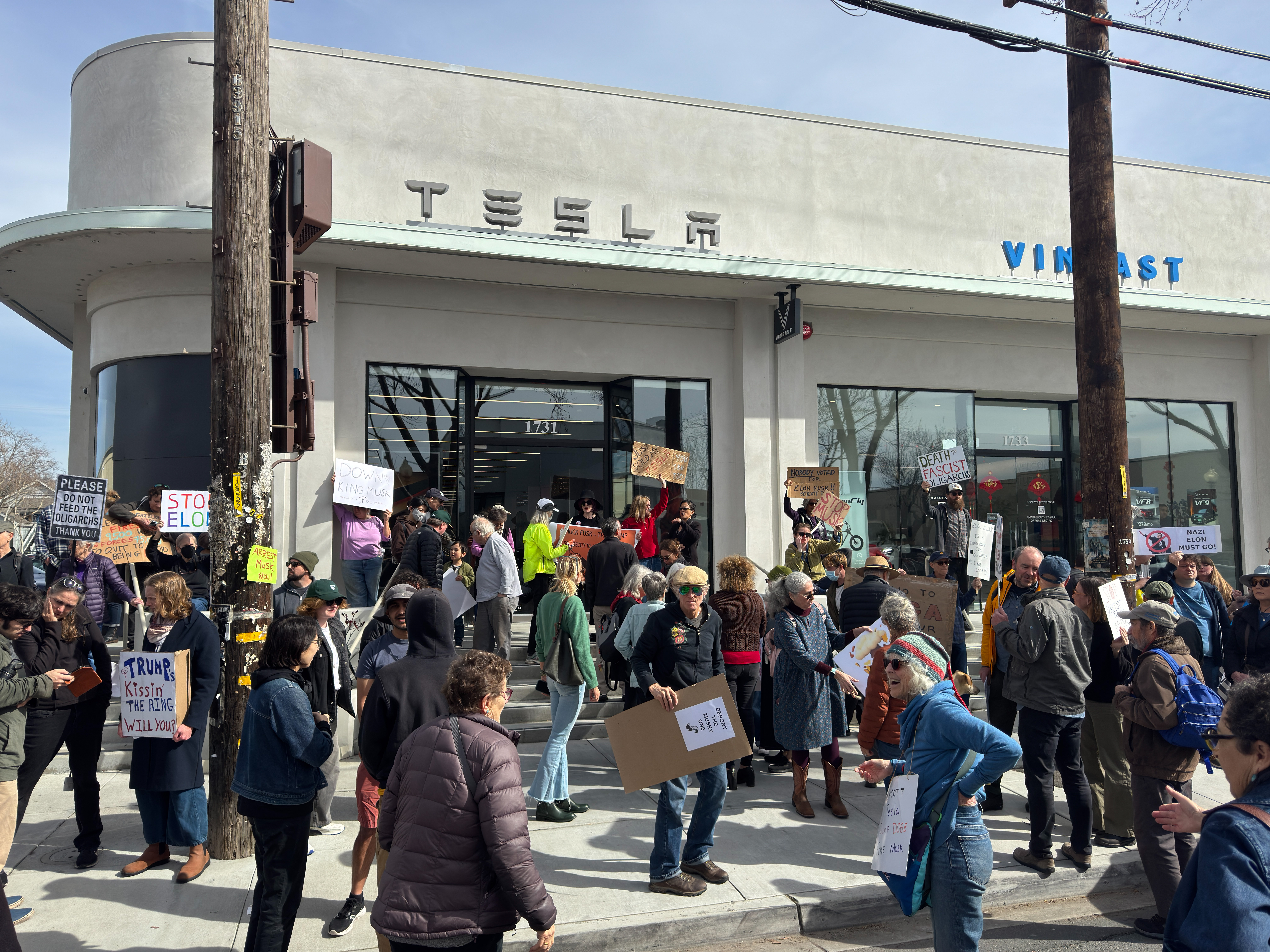
Anti-Musk tüntetés a kaliforniai Berkeley Tesla bemutatótermében

A DOGE intézkedései reakciókat váltottak ki tisztviselők, tudósok és polgárok részéről. Míg a többség támogatja a hatékonysági erőfeszítésekkel foglalkozó ügynökség létrehozását, a vélemények megoszlanak a DOGE-vel és Muskkal kapcsolatban, illetve ellenzik azokat. A képviselők munkacsoportokat hoztak létre a DOGE pazarláscsökkentési törekvéseinek támogatására. Országos tüntetéseket szerveztek a tömeges elbocsátások, a szolgáltatáscsökkentések, a privatizáció és az adateltávolítás ellen; az Egyesült Államok Digitális Szolgálatának alkalmazottai tiltakozásul felmondtak. Különböző csoportok beperelték a DOGE-t, Muskot és a Trump-kormányzatot.
A támogatók a hatékonyság és a költségvetési felelősségvállalás szükségességét hangsúlyozták; reményüket fejezték ki, hogy a DOGE csökkenteni fogja a pazarló kiadásokat. Az unitárius végrehajtó hatalom elméletének hívei azzal érvelnek, hogy a bürokrácia a "negyedik kormányzati ágat" alkotja, amelyet az elnök akaratához kell igazítani. A kritikusok az amerikai kormányzat vállalati puccsáról beszéltek, amelyet egy általuk elszámoltathatatlannak és alkotmányellenesnek tartott szervezet hajt végre. Biztonsági szakértők rámutattak a nemzetbiztonsági és kiberbiztonsági kockázatokra, amelyeket a kritikus infrastruktúrákba berohanó DOGE-csapatok okoznak. Potenciális összeférhetetlenséget vetettek fel Muskkal és társaival kapcsolatban. A DOGE-t azzal vádolták, hogy szimbolikus kultúrharcot folytat ahelyett, hogy a pazarló költekezéseket venné célba. Több milliárd dolláros hibákról számoltak be a DOGE által követelt megtakarításoknál.

## Munkakörülmények
2025. február 2-án Musk azt mondta az X-en, hogy a DOGE dolgozói heti 120 órát dolgoznak. Ezt azért kérdőjelezték meg, mert veszélyesen kevés időt hagyott az alvásra.
2025 májusában egy DOGE dolgozó azt mondta Jesse Wattersnek: "Van egy csoport, akiknek tényleg van esélyük a sikerre, és ez az itteni emberek. Hétfőtől vasárnapig hajnali kettőig fent vannak. A DOGE nem ismeri el a hétvégét."
Úgy tűnik, hogy a DOGE néhány dolgozója legalább részben az irodában él. A General Services Administration (GSA) székhelyén a DOGE a hatodik emeleten számos irodát alakított át hálóhelyiséggé. A GSA névtelen munkatársai azt állították, hogy legalább egy DOGE-alkalmazott családja a hatodik emeleten lakik. Musk több embernek is azt mondta, hogy a GSA-nál aludt. Az Associated Press fényképeket szerzett a Starlink adó-vevőkészülékekről, amelyeket a székhely legfelső emeletére drótoztak be.

## Hatása a közvéleményre
Kormányzati szervezetek és menedzsment szakértők megjegyezték, hogy a DOGE kezdeményezés „úgy tűnik, hogy túlmutat az informatikai és humánerőforrás-kezdeményezéseken, és olyan területeket is magában foglal, mint a beszerzés, az ingatlanok és a hatóságok lényegi működése”. Egyes szakértők arra figyelmeztetnek, hogy a lépések negatív hatással lehetnek a gazdaságra és a piacokra, és „hatalmas számlát hagyhatnak a adófizetőknek, valamint működési zűrzavart okozhatnak a szövetségi hatóságoknál”.
A Pénzügyminisztérium és az IRS tisztviselői 2025. április 15-i határidőig több mint 10 százalékos adóbevétel-csökkenést jósoltak, ami több mint 500 milliárd dollár szövetségi bevételkiesést jelent; megjegyezték, hogy a „DOGE által vezérelt munkaerő-leépítés” is közrejátszott ebben. A nonprofit The Partnership for Public Service 2025 áprilisában becslése szerint a DOGE-kezdeményezés 2025-ben több mint 135 milliárd dollárba fog kerülni az adófizetőknek a termelékenység csökkenése, a fizetett szabadságok, valamint az alkalmazottak elbocsátásának és újbóli felvételének költségei miatt. Ez a becslés nem tartalmazta a peres költségeket és az IRS alacsonyabb adóbevételeit.
A DOGE 2025 februárjában legalább 100 millió dollár értékű, nonprofit szervezeteknek szóló, megfizethető lakásépítési szerződést mondott fel, miután átkutatta azok weboldalait a DEI terminológia után. Shaun Donovan, a HUD volt titkára szerint ez a „döntés megnöveli a családok költségeit, gátolja a megfizethető lakások építését, helyi munkahelyeket szüntet meg, és elszívja a lehetőségeket több ezer közösségtől mind az 50 államban”.
2025. március 25-én a Szociális Biztonsági Hivatal (SSA) szolgáltatásai állítólag összeomlottak; többször is leállt a weboldal, a várakozási idő kétszer olyan hosszú volt, mint az előző években, a hívások 24%-át vették fel, és a portlandi kirendeltség lemorzsolódási arányát „minden eddigit felülmúlónak” írták le. Április 7-én a Gizmodo arról számolt be, hogy az SSA szerverei összeomlottak, miután a DOGE tagjai frissítették a hitelesítő szoftvert anélkül, hogy tesztelték volna, hogy képes-e kezelni a terhelésnövekedést. Június 20-án a Washington Post arról számolt be, hogy az SSA megszüntette a juttatások feldolgozási idejének, a hívások várakozási idejének, a visszahívások várakozási idejének, a várakozó hívók számának és a visszahívásra váró hívók számának közzétételét.
2025. május 30-án a Trump-kormány által a DOGE segítségével végrehajtott külföldi segélyprogramok felfüggesztése és megszüntetése a közegészségügyi professzor Brooke Nichols Impact Counter adatai szerint becslések szerint 300 000 halálesetet okozott. A Lancet egy tanulmánya szerint 2030-ra további 14 millió haláleset várható minden korosztályban, köztük több mint 4 millió 5 év alatti gyermeké.